# 拉德峰
46°50′52.73″N 10°28′10″E / 46.8479806°N 10.46944°E

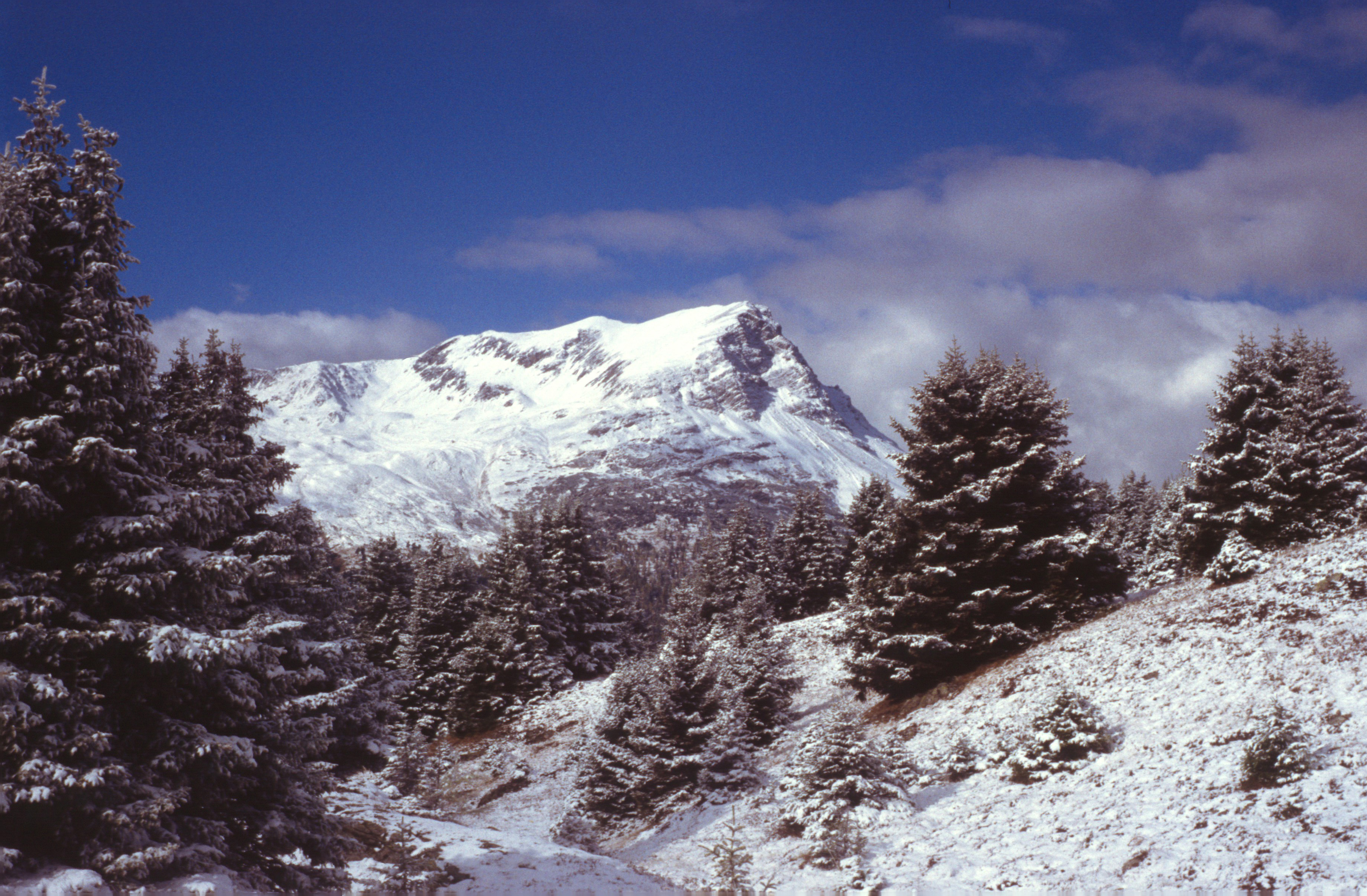

拉德峰（義大利語：Piz Lat），是南歐的山峰，位於意大利和瑞士接壤的邊境，屬於塞斯文納山脈的一部分，該山峰海拔高度2,808米，每年平均降雨量1,357毫米。